# Ємаєв Євген Віталійович
Євген Віталійович Ємаєв (нар. 25 липня 1999, Волочиськ, Хмельницька область, Україна) — український футболіст, лівий півзахисник волочиського «Агробізнеса».

## Життєпис
Народився в Волочиську, Хмельницька область. У ДЮФЛУ з 2012 по 2016 рік виступав за «Скалу». Після цього переведений до юнацької команди «Скали», за яку в першій половині сезону 2016/17 років зіграв 10 матчів. У 2017 році повернувся до рідного міста, де підсилив місцевий «Агробізнес», який виступав у чемпіонаті Хмельницької області. Потім продовжував виступи на аматорському рівні за «Збруч-Агробізнес» (аматорський чемпіонат України / чемпіонат Тернопільської області, 2018 та 2020) та бориславський «Нафтовик» (чемпіонат Львівської області, 2019).
Наприкінці січня 2021 року повернувся до «Агробізнеса». На професіональному рівні у складі волочиського клубу дебютував 26 травня 2021 року в програному (1:2) домашньому поєдинку 28-го туру Першої ліги України проти «ВПК-Агро». Євген вийшов на поле на 90-ій хвилині, замінивши Івана Когута.